# Alf Klimek
Alfons „Alf“ Joseph Klimek, auch bekannt unter dem Künstlernamen Alf Klimax, (* 3. Februar 1956 in Melbourne, Victoria) ist ein australischer Musiker, Popsänger und Komponist. Er ist der Vater von Scarlet Klimek.

## Leben
Die Mutter Luisa Cester war eine Tochter der Eheleute Eugenia und Ernesto Cester und wurde am 29. Januar 1919 in Pasiano di Pordenone geboren. Mitte 1940 reiste sie von Oberitalien nach Australien aus. Nach Kriegsende heiratete sie Alfons Klimek und gebar acht Kinder. Ihre jüngere Schwester Fanny Cester (1921–1988) war eine Opernsängerin und heiratete 1940 den Radrennfahrer Nino Borsari (1911–1996). Die Musiker Nic (* 1979) und sein Bruder  Chris Cester (* 1981), Begründer der Rockband Jet, sind die Söhne des John Cester (1959–1996) und mit den Geschwistern Klimek verwandt.
Alf ist der ältere Bruder der Zwillinge Jayney und Johnny Klimek, die am 18. August 1962 in Melbourne geboren wurden. Im Juni 1977 trat er bei dem Puppentheater Stuffed Puppet unter der Leitung des Neville Tranters ein und war als Marionetten- und Puppenspieler und Drehbuchautor tätig. Im Jahr 1978 reiste er mit dem Puppentheater nach Amsterdam, nahm im Festival of Fools teil,  wechselte 1979 zum Kabarett Busby Berkeley Road Show und reiste in Europa und nach New York mit. Anschließend trat er der Nina Hagen Band in Berlin-West bei und gründete im Jahr 1980 als Sänger Alf Klimax mit Herwig Mitteregger, Bernhard Potschka und Manfred Praeker die Rockgruppe Spliff.
Er reiste nach Australien, kam im Jahr 1983 mit seiner Schwester Jayney und seinem Bruder Johnny nach Berlin zurück, wo sie mit Uwe Hoffmann, Stephan Gottwald und Andreas Schwarz-Ruszczynski die Popband The Other Ones gründeten. Ihre dritte Single Holiday war der Sommerhit des Jahres 1987.
Alf Klimek trat 1990 aus der Popband aus, reiste zwischen Berlin und Melbourne und gründete in Australien mit Lindsay Gravina ein eigenes Rockstudio Birdland und arbeitete einige Jahre bei den Vorbereitungen von Musicals. Im Jahr 1998 nahm er das Angebot von Klaus Baumgart an und beschäftigte sich mit der Hörspielfassung der Kinderbuchserie Lauras Stern, in der ebenfalls 1999 die Tochter Scarlet sang.

## Hörspielfassung (Auswahl)
- 2000: Tobi, das kleine Ungeheuer.
- 2000: Lauras Sternreise.
- 2000: Lauras Weihnachtsstern.
- 2002: Rip Squeak und seine Freunde.
- 2004: Lauras Geheimnis.
- 2004: Laura kommt in die Schule.
- 2005: Der kleine Eisbär. Die geheimnisvolle Insel.
- 2006: Laura sucht den Weihnachtsmann.
- 2007: Lauras Ferien.
- 2007: Lauras erste Übernachtung.
- 2008: Die rote Nase.
- 2009: Laura und der Freundschaftsbaum.
- 2011: Lauras Stern – die Show.
- 2012: Topsy and the fox.

## Komposition (Auswahl)
- 2000: The cat’s away.
- 2000: Never hurt a friend.
- 2011: Lauras Stern und die Traummonster.